# Federazione Europea Ultimate
La European Ultimate Federation (in tedesco Europäischer Ultimate Sport Verband , "Federazione Europea Ultimate", acronimo EUF) è una società, con sede principale a Guntramsdorf, Austria, che gestisce l'Ultimate in Europa.
L'EUF organizza i campionati europei maschile, femminile e misto, sia outdoor che indoor. In ambito di club organizza i campionati outdoor e indoor maschile, femminile e misto.

## Competizioni EUF
La EUF organizza Competizioni outdoor e indoor (superficie dura artificiale)

### Competizioni per squadre nazionali
- European Ultimate Championship
- European Youth Ultimate Championship
- European Indoor Ultimate Championship

### competizioni per club
- European Ultimate Championship Finals
- European Indoor Ultimate Club Championship

### Detentori dei titoli
| Competizione                                | Campione     | Titolo | Secondo posto       | Spirito         | Edizione in corso |
| Club                                        | Club         | Club   | Club                | Club            | Club              |
| ------------------------------------------- | ------------ | ------ | ------------------- | --------------- | ----------------- |
| Maschili                                    |              |        |                     |                 |                   |
| European Ultimate Championship Finals       | Mooncatchers | 1º     | Clapham             | Ranelagh        | 2023-2024         |
| European Ultimate Indoors Club Championship | Mooncatchers | 1º     | VfL Gemmrigheim     | Frizzly Bear    | 2024              |
| Femminili                                   |              |        |                     |                 |                   |
| European Ultimate Championship Finals       | GRUT         | 1º     | Mooncup             | Jinx Midnight   | 2023-2024         |
| European Ultimate Indoors Club Championship | Atletico     | 1º     | KFUM Örebro Frisbee | ExElle          | 2024              |
| Misti                                       |              |        |                     |                 |                   |
| European Ultimate Championship Finals       | Deep Space   | 2º     | Tiefseetaucher      | Sesquidistus    | 2023-2024         |
| European Ultimate Indoors Club Championship | Mighty Hucks | 1º     | Tartu Turbulence    | Mighty Hucks    | 2024              |
| Nazionali                                   |              |        |                     |                 |                   |
| Maschili                                    |              |        |                     |                 |                   |
| European Ultimate Championship              | Belgio       | 1º     | Gran Bretagna       | Repubblica Ceca | 2023              |
| European Ultimate Youth Championship U20    | Italia       | ?º     | Francia             | Austria         | 2023              |
| European Ultimate Youth Championship U17    | Germania     | ?º     | Svezia              | Gran Bretagna   | 2024              |
| European Ultimate Indoors Championship      | Belgio       | 1º     | Finlandia           | Austria         | 2022              |
| Femminili                                   |              |        |                     |                 |                   |
| European Ultimate Championship              | Germania     | 2º     | Gran Bretagna       | Repubblica Ceca | 2023              |
| European Ultimate Youth Championship U20    | Francia      | ?º     | Italia              | Austria         | 2023              |
| European Ultimate Youth Championship U17    | Francia      | ?º     | Italia              | Gran Bretagna   | 2024              |
| European Ultimate Indoors Championship      | Svezia       | 1º     | Paesi Bassi         | Svezia          | 2022              |
| Miste                                       |              |        |                     |                 |                   |
| European Ultimate Championship              | Francia      | 1º     | Italia              | Svizzera        | 2023              |
| European Ultimate Youth Championship U20    | Svizzera     | ?º     | Ungheria            | Irlanda         | 2023              |
| European Ultimate Youth Championship U17    | Italia       | ?º     | Romania             | Polonia         | 2024              |
| European Ultimate Indoors Championship      | Estonia      | 1º     | Gran Bretagna       | Norvegia        | 2022              |

## Federazioni aderenti alla EUF[8]
| Nation              | Federazione | Giocatori dichiarati | Voti all'assemblea generale | Regione  | Status membro |
| ------------------- | ----------- | -------------------- | --------------------------- | -------- | ------------- |
| Armenia             | ANFF        | 600                  | 3                           | SudEst   | Ordinario     |
| Austria             | OFSV        | 1650                 | 5                           | Est      | Ordinario     |
| Belarus             | BFDF        | non dichiarati       | 1                           | Est      | Sospeso       |
| Belgium             | BFDF        | 1740                 | 5                           | Centrale | Ordinario     |
| Bulgaria            | BULFDF      | 60                   | 1                           | SudEst   | Ordinario     |
| Croatia             | CFDF        | 75                   | 1                           | Est      | Ordinario     |
| Czech Republic      | CALD        | 850                  | 4                           | Est      | Ordinario     |
| Denmark             | DFSU        | 509                  | 3                           | Centrale | Ordinario     |
| Estonia             | EFDF        | non dichiarati       | 1                           | Nord     | Ordinario     |
| Finland             | FFDA        | 600                  | 3                           | Nord     | Ordinario     |
| France              | FFDF        | 5358                 | 6                           | Sud      | Ordinario     |
| Georgia             | GFDF        | non dichiarati       | 1                           | SudEst   | Ordinario     |
| Germany             | DFV         | 7500                 | 7                           | Centrale | Ordinario     |
| Great Britain       | UKU         | 4573                 | 6                           | Ovest    | Ordinario     |
| Hungary             | HFDF        | 2500                 | 5                           | Est      | Ordinario     |
| Iceland             | Iceland     | non dichiarati       | 1                           | Nord     | Ordinario     |
| Ireland             | IFDA        | non dichiarati       | 1                           | Ovest    | Ordinario     |
| Israel              | IFDA        | 400                  | 2                           | Est      | Ordinario     |
| Italy               | FIGeST      | 1700                 | 5                           | Sud      | Ordinario     |
| Latvia              | LFDF        | 256                  | 2                           | Nord     | Ordinario     |
| Lithuania           | LFDF        | 130                  | 1                           | Nord     | Ordinario     |
| Luxembourg          | LU          | 33                   | 1                           | Centrale | Ordinario     |
| Netherlands         | NFB         | 1365                 | 1                           | Centrale | Ordinario     |
| Norway              | NFF         | 214                  | 2                           | Nord     | Ordinario     |
| Poland              | PUPA        | 900                  | 4                           | Est      | Ordinario     |
| Portugal            | APUDD       | 500                  | 3                           | Sud      | Ordinario     |
| Republic of Moldova | MFDF        | non dichiarati       | 1                           | SudEst   | Ordinario     |
| Romania             | RFDA        | 96                   | 1                           | SudEst   | Ordinario     |
| Russian Federation  | RFDF        | 376                  | 2                           | Nord     | Sospeso       |
| Slovakia            | SAF         | 120                  | 1                           | Est      | Ordinario     |
| Slovenia            | FZS         | 200                  | 1                           | Est      | Ordinario     |
| Spain               | FEDV        | 1500                 | 4                           | Sud      | Ordinario     |
| Sweden              | SFF         | 552                  | 3                           | Nord     | Ordinario     |
| Switzerland         | SDS         | 1500                 | 4                           | Sud      | Ordinario     |
| Turkey              | TFDA        | 287                  | 2                           | SudEst   | Ordinario     |
| Ukraine             | UFDF        | 210                  | 2                           | Est      | Ordinario     |